# Oud-Egyptische knotskop

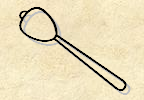
afbeelding van een knotskop

Een knotskop is een Oud-Egyptisch wapen vergelijkbaar met een knots. In het oude Mesopotamië kwamen vergelijkbare wapens voor.
Het is een stenen of aardewerken bol die bevestigd werd op een stok en was bedoeld om een vijand mee dood te slaan. De koning droeg dit wapen om de vijanden van Egypte neer te slaan, een vertoning van goddelijke orde. Ook hoge edelen droegen het wapen als vertoning van macht. 

## In hiërogliefen
De knotskop werd ook afgebeeld in de hiërogliefen, het had de waarde Hedj. Onderstaande de hiërogliefen met hun code uit de hiërogliefenlijst van Gardiner: 
| D34 |

| D34 |

| O2 |

| O2 |

| T2 |

| T2 |

| T3 |

| T3 |

| T4 |

| T4 |

| T5 |

| T5 |

| T6 |

| T6 |

## In de kunst
Een knotskop vinden we vaak op afbeeldingen waarop de farao's zijn vijanden neerslaat voor een godheid. Het is een geliefd thema in de Oud-Egyptische kunst. Het bleef een geliefd thema gedurende de Oud-Egyptische beschaving vanaf de Vroeg-dynastieke Periode tot aan Ptolemaeën. Het had als religieuze betekenis om de goddelijke orde handhaven. Het thema wordt vaak gezien op stèles en op muren van tempels. 

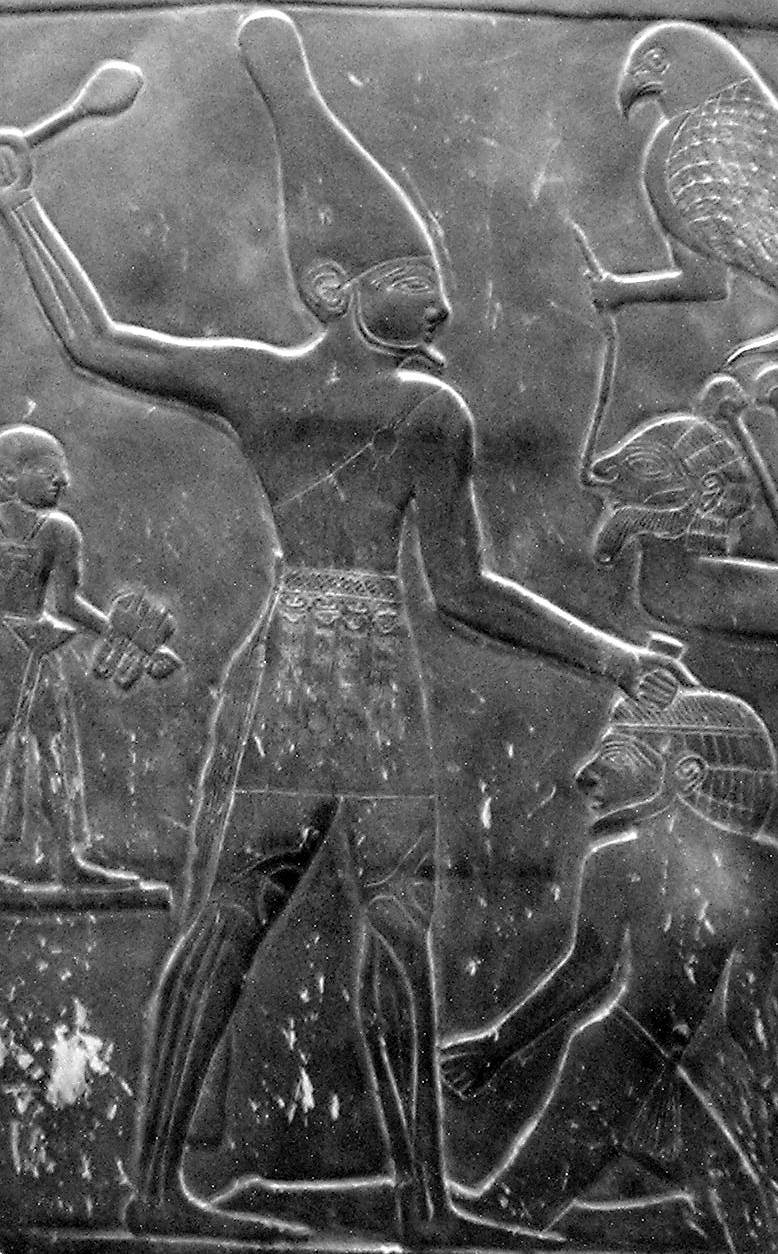
Koning Narmer op het Narmerpalet
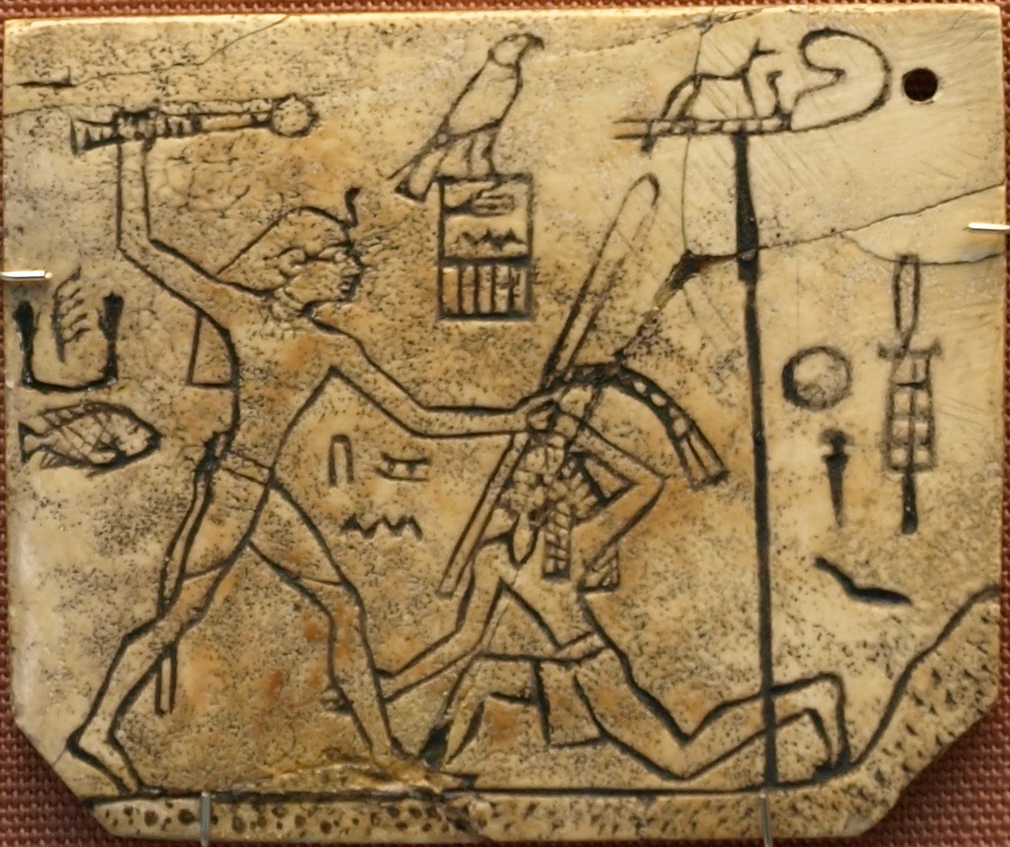
Koning Hor Den op een ivoren label.
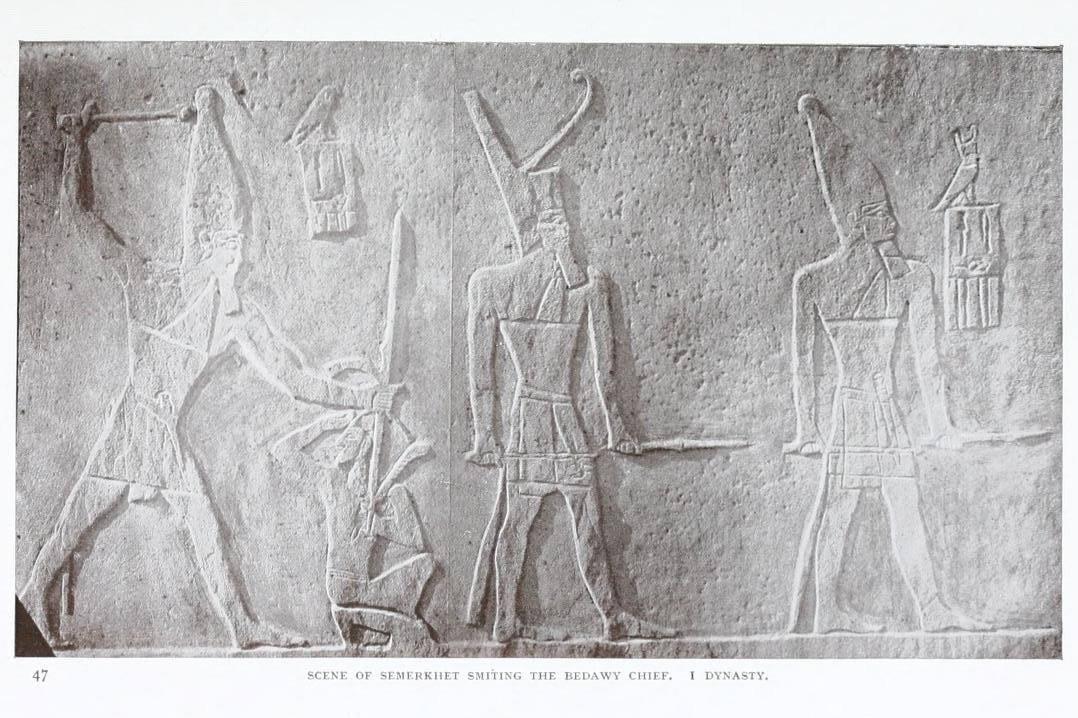
Koning Sechemchet
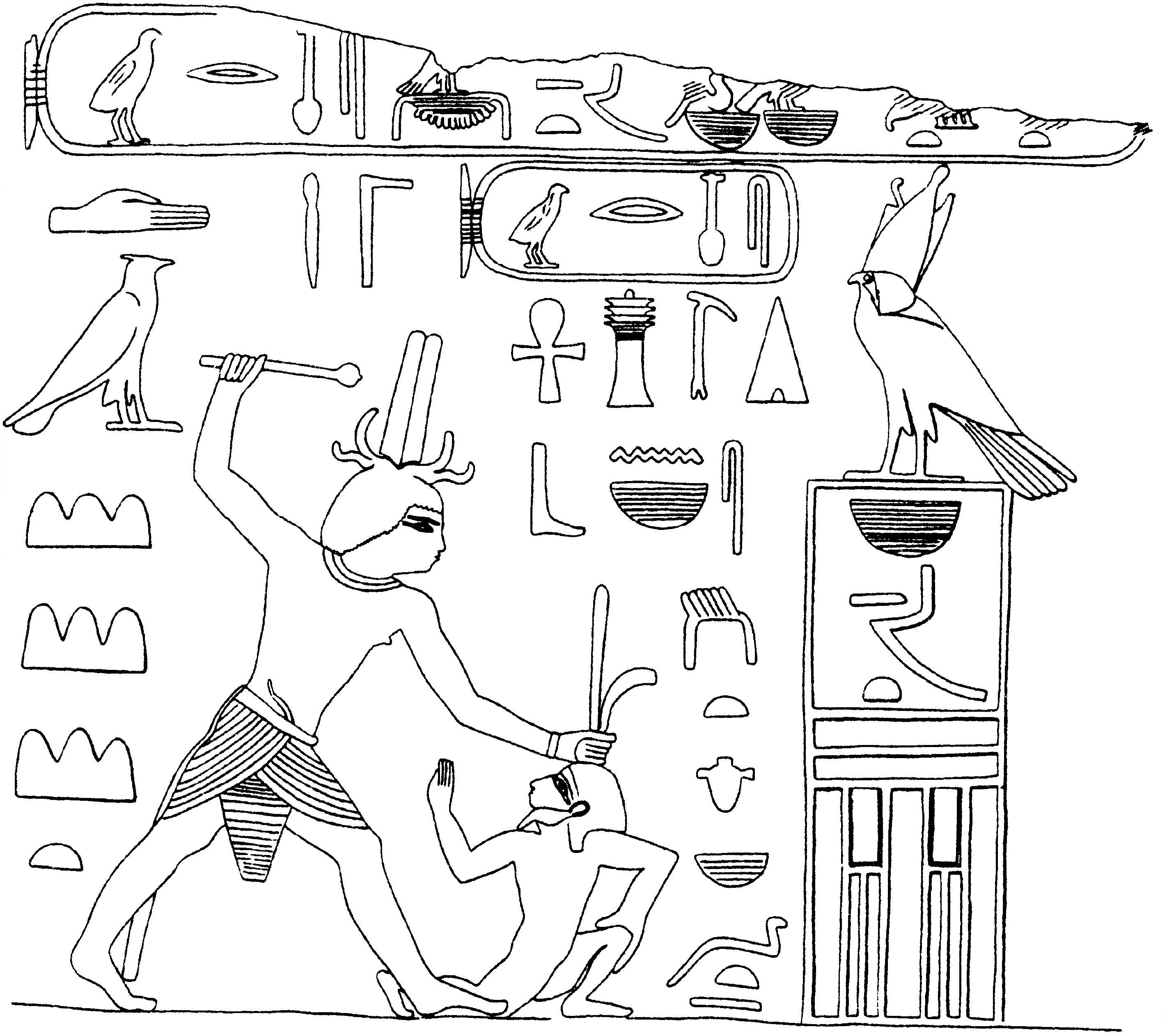
Koning Sneferoe
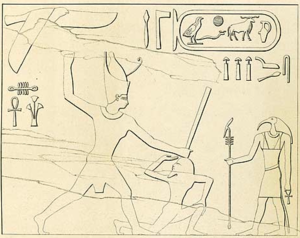
Koning Choefoe in Wadi Maghara
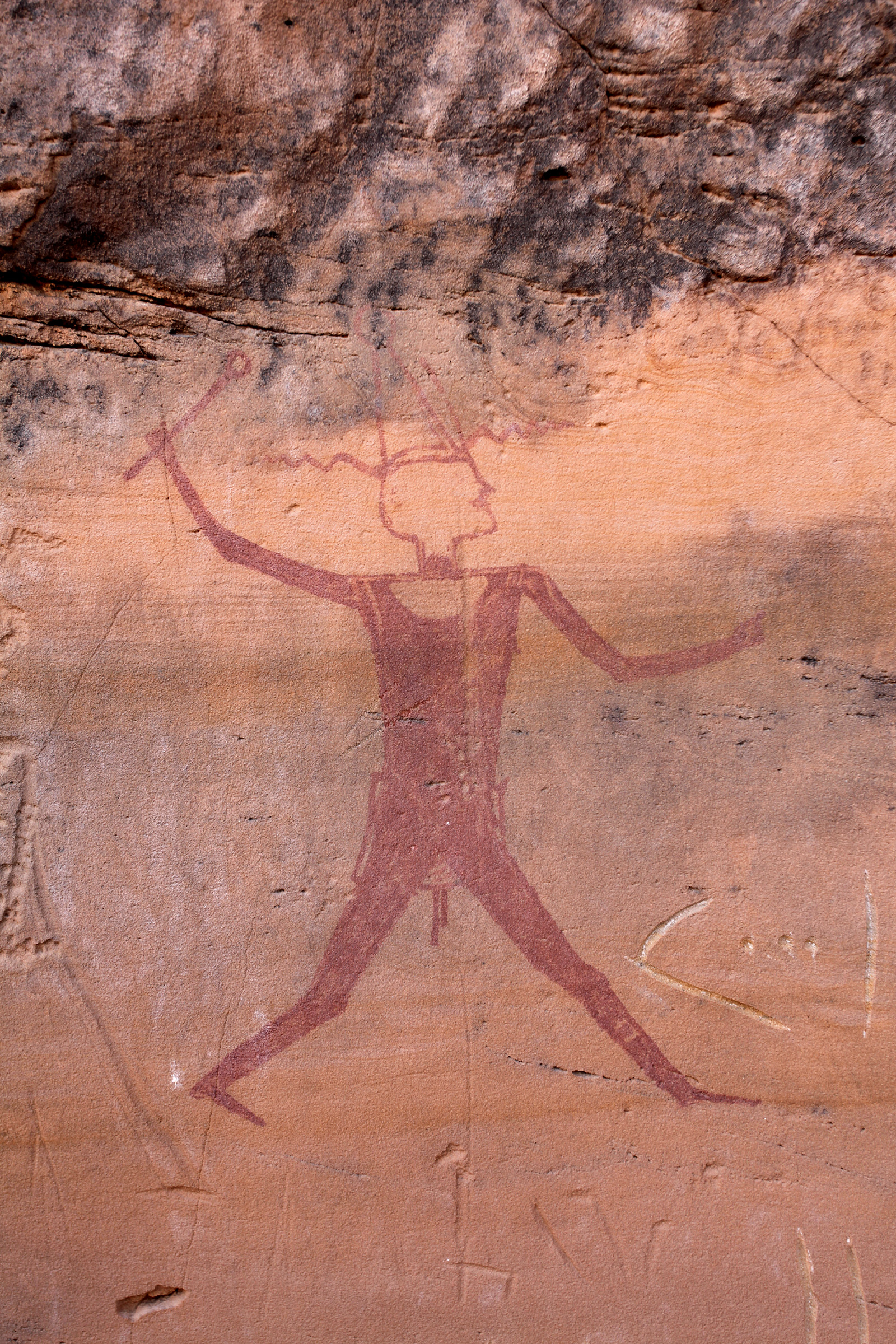
Koning Djedefre (Oude Rijk) in de westelijke woestijn
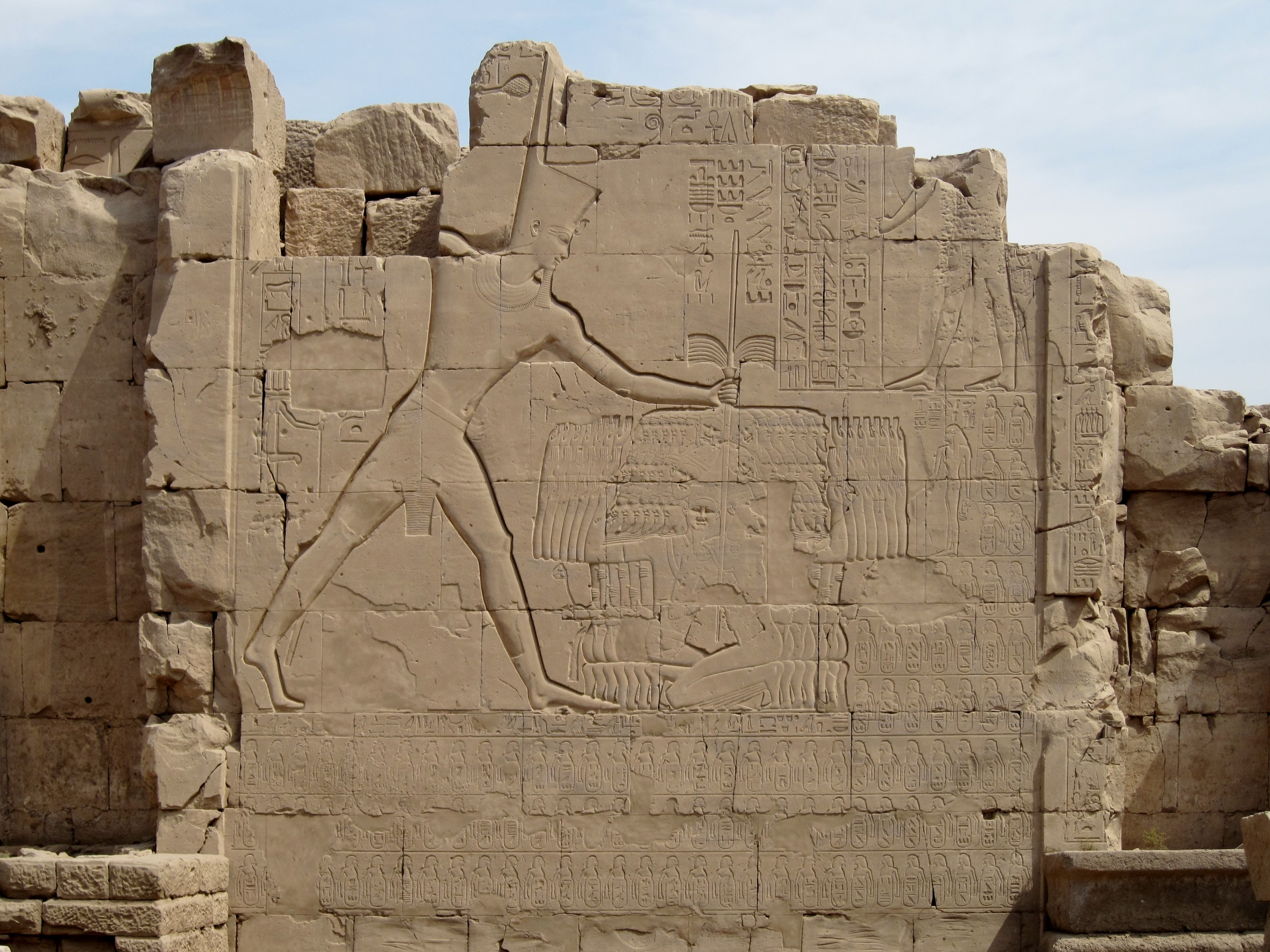
Koning Thoetmoses III in Karnak
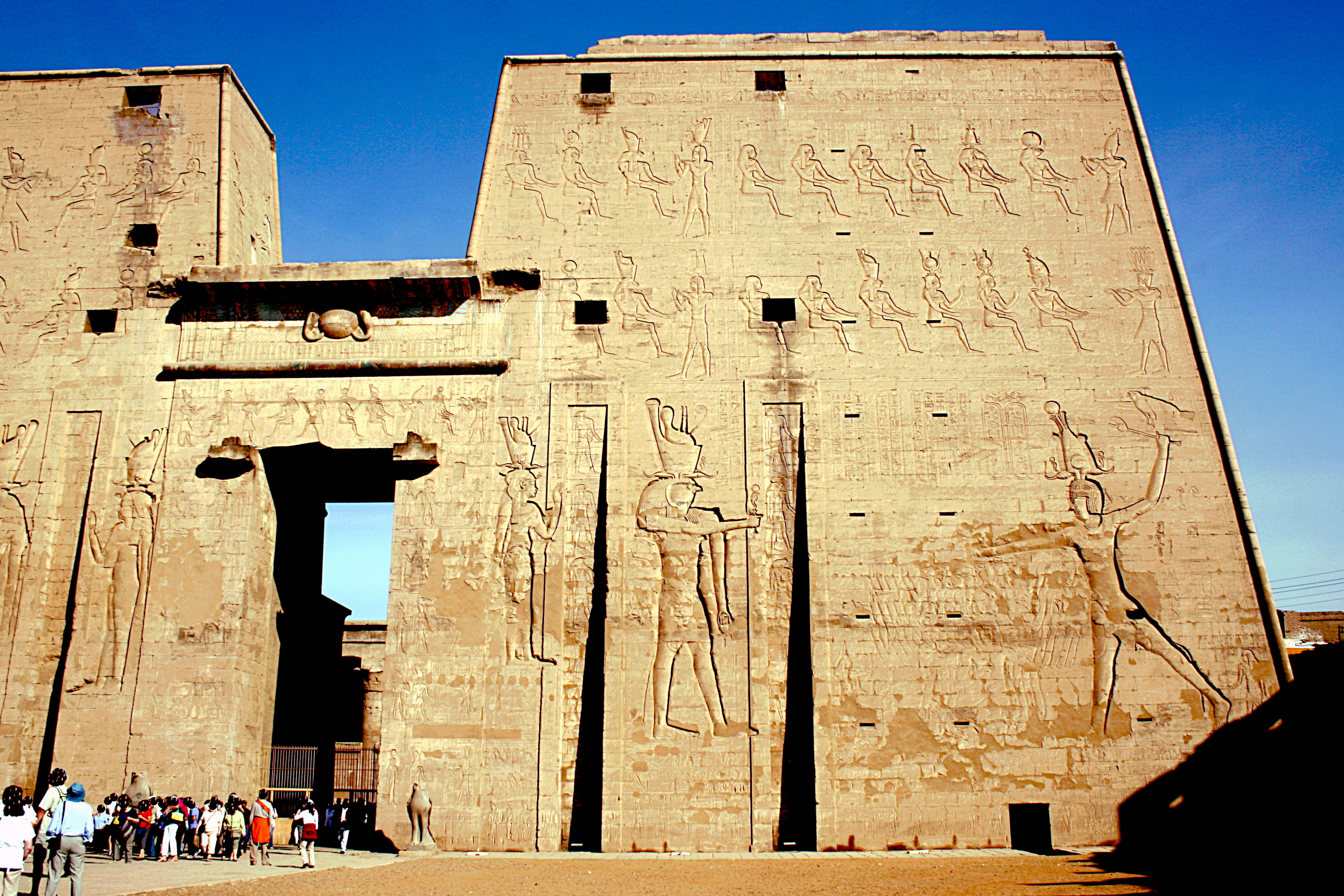
De farao slaat de vijanden neer voor de god Horus te Edfoe

## Ceremoniële knotskoppen
De eerste knotskoppen die bekend zijn dateren uit de 5e millennium v. Chr. Van de koningen Schorpioen II en Narmer zijn twee ceremoniële knotskoppen teruggevonden in de tempel van Horus te Hierakonpolis.  

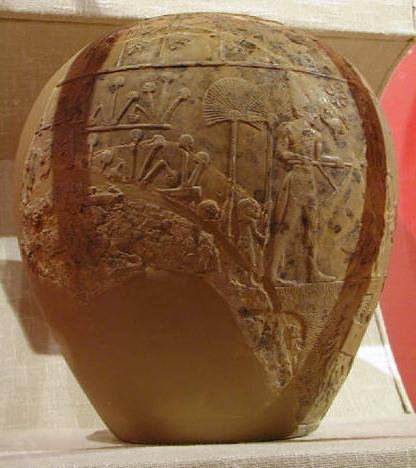
Knotskop van Schorpioen II
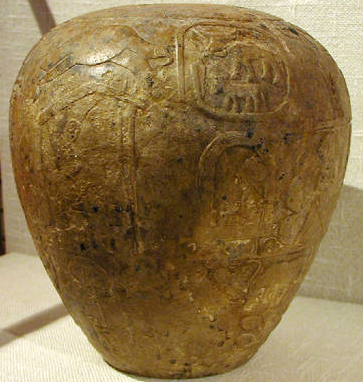
Knotskop van Narmer
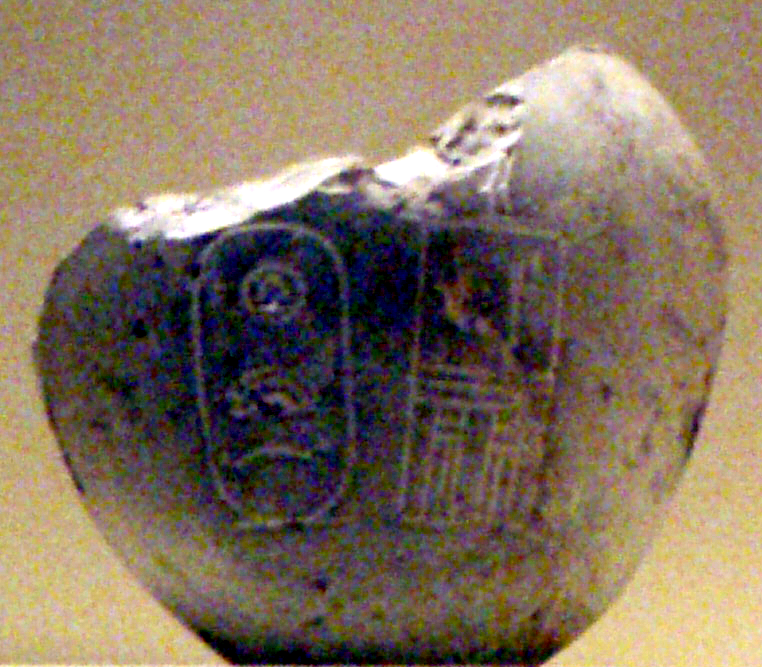
Ceremonieel knotskop van Chafra
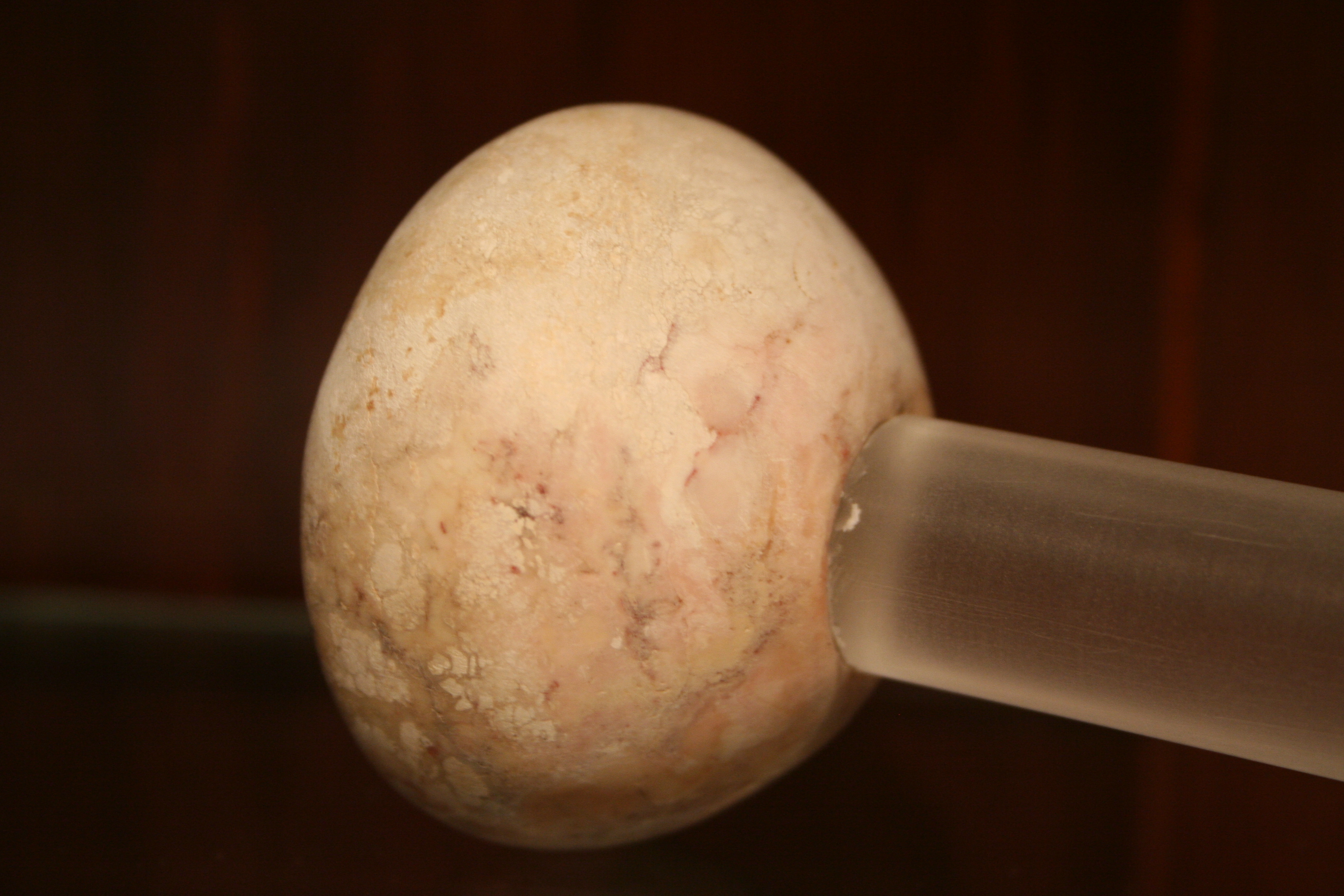
Reconstructie van een knotskop